# Municipio de Tyrone (condado de Blair)
El municipio de Tyrone (en inglés: Tyrone Township) es un municipio ubicado en el condado de Blair en el estado estadounidense de Pensilvania. En el año 2000 tenía una población de 1.800 habitantes y una densidad poblacional de 16.6 personas por km².

## Geografía
El municipio de Tyrone se encuentra ubicado en las coordenadas 40°38′00″N 78°15′29″O / 40.63333, -78.25806.

## Demografía
Según la Oficina del Censo en 2000 los ingresos medios por hogar en la localidad eran de $38,155 y los ingresos medios por familia eran $42,788. Los hombres tenían unos ingresos medios de $31,042 frente a los $23,625 para las mujeres. La renta per cápita para la localidad era de $18,936. Alrededor del 11,3% de la población estaban por debajo del umbral de pobreza.